# Mick Mulvaney
John Michael Mulvaney, detto Mick (Alexandria, 21 luglio 1967), è un politico statunitense, Capo di gabinetto della Casa Bianca ad interim e Direttore dell'Ufficio per la gestione e il bilancio sotto l'amministrazione Trump ed in precedenza membro della Camera dei Rappresentanti per lo stato della Carolina del Sud dal 2011 al 2017.

## Biografia
Nato ad Alexandria, Mulvaney intraprese la carriera di avvocato nel settore privato.
Entrato in politica con il Partito Repubblicano, nel 2006 venne eletto all'interno della legislatura statale della Carolina del Sud, dove rimase per quattro anni. Nel 2010 si candidò alla Camera dei Rappresentanti contro il deputato democratico in carica da ventotto anni John Spratt. Mulvaney riuscì a battere Spratt e venne così eletto deputato, per poi essere riconfermato nelle successive tre tornate elettorali.
Dal 16 febbraio 2017, in seguito alla ratifica della nomina presidenziale da parte del Senato, egli è il nuovo direttore dell'Ufficio per la gestione e il bilancio.
Mick Mulvaney si configura come un repubblicano conservatore ed è un esponente del Tea Party.